# Wheeler Rocks
Wheeler Rocks är en kulle i Antarktis. Den ligger i Östantarktis. Australien gör anspråk på området. Toppen på Wheeler Rocks är 801 meter över havet.
Terrängen runt Wheeler Rocks är platt västerut, men österut är den kuperad. Trakten är obefolkad. Det finns inga samhällen i närheten.